# Stubwieswipfel
Der Stubwieswipfel ist ein 1786 m ü. A. hoher Berg im Toten Gebirge, dessen 250 m hohe Südwand den nördlichen Abschluss der Wurzeralm bildet. Der häufig besuchte Wanderberg gilt als Hausberg des Linzer Hauses. Im Winter ist der Gipfel Ziel einer beliebten Skitour. Durch die Südwand führen viele Kletterrouten.

## Aufstieg
Markierte Anstiege:
- Weg 218 vom Linzer Haus